# Viking XPRS
Viking XPRS — скоростной 10-палубный пассажирский и автомобильный паром финского судоходного концерна Viking Line, Совершает по два рейса по маршруту Хельсинки — Таллин ежедневно. Является первым скоростным паромом, первым, построенным специально для данного маршрута и первым, получившим эстонский флаг в составе флота Viking Line.

## Строительство
Судно было построено в 2007 г. на верфи Aker Finnyards, Хельсинки, Финляндия. Стоимость строительства составила 130 миллионов евро. 
Закладка состоялась 16 апреля 2007 г., а спуск на воду — 19 сентября 2007 г. Первоначально судно должно быть передано заказчику в январе 2008 г., но из-за задержек в поставках узлов и комплектующих передача состоялась только 28 апреля 2008 года.
Также планировалось строительство двух судов-близнецов, однако 2 октября 2006 г. компания Viking Line объявила, что этот план осуществляться не будет.
Наименование Viking XPRS изначально было рабочим и обозначало концепцию нового судна, но в результате проведения конкурса в мае и июне 2007 г. именно оно было утверждено, как название парома. Церемония присвоения названия состоялась 14 сентября 2007 года.
Интерьеры Viking XPRS были разработаны дизайнерским бюро Tillberg Design. Экстерьер получил награду на церемонии награждения судов ShipPax Awards 2009, состоявшейся в рамках морской конференции 2009 г. во Франции.
В состав флота паром Viking XPRS был зачислен 28 апреля 2008 года.

## Эксплуатация
Паром должен был быть зарегистрирован в Финляндии с портом приписки в городе Мариехамн (Аландские острова), как большинство остальных судов компании Viking Line. Из-за трудностей в переговорах с финским профсоюзом моряков и из-за высоких расходов на персонал, в январе 2008 г. компания решила зарегистрировать корабль под шведским флагом. В марте 2008 года город Норртелье в Швеции был объявлен портом приписки. Но с 24 января 2014 г. Viking XPRS получил эстонский флаг, новую эстонскую команду и новый порт приписки — Таллин. Этот шаг позволил Viking Line поднять качество обслуживания, поскольку эстонская команда говорит на эстонском, финском, английском и русском языках.
Viking XPRS отправился в свой первый рейс из Хельсинки в Таллин 27 апреля 2008 года, и на следующий день официально начал обслуживать этот маршрут. По сравнению с паромом Rosella, который предшествовал на этом направлении Viking XPRS, новое судно привлекло значительно большее количество пассажиров.
Пассажиропоток увеличился на 61%, а объем перевозок автомобилей в период с июня по август 2008 года, по сравнению с тем же периодом 2007 г., возрос на 74%. Во время своего первого года службы паром перевез около 1 466 000 пассажиров. Это больше, чем любой другой корабль в северной части Балтийского моря.

## Интересные факты
В феврале 2009 г. читателями престижного путеводителя Condé Nast паром Viking XPRS был признан одним из  пяти лучших средних круизных судов в мире, а рейтинг парома оказался выше, чем, например, у судов компании Holland America Line.
Также Viking XPRS получил первое место в номинации «Береговые экскурсии».

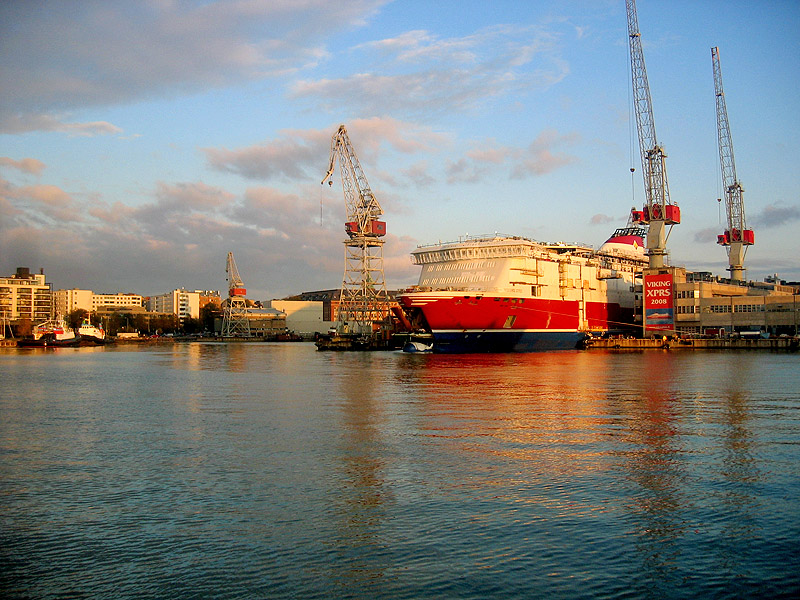
Viking XPRS на Новой верфи в Хельсинки
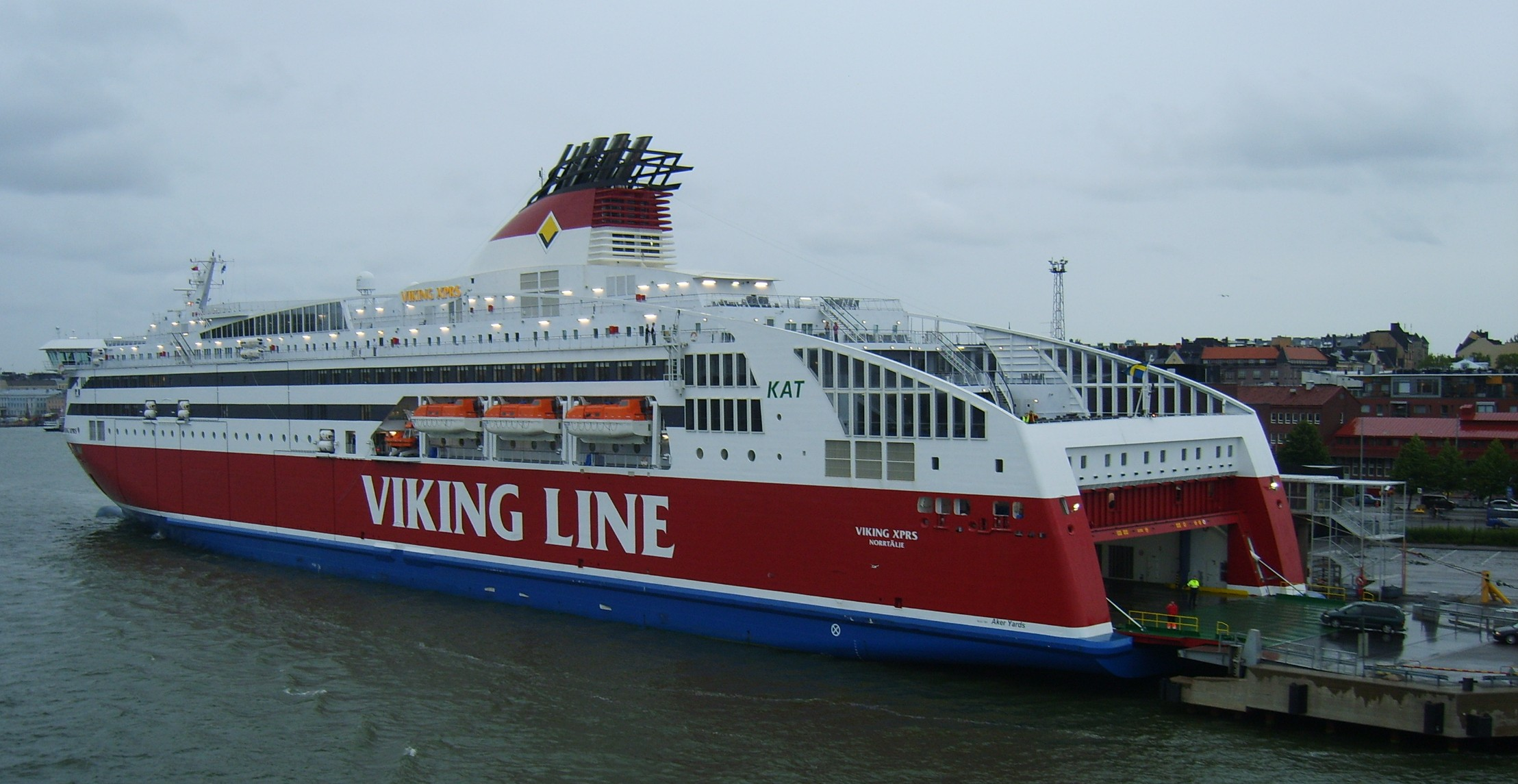
Погрузка в Хельсинки
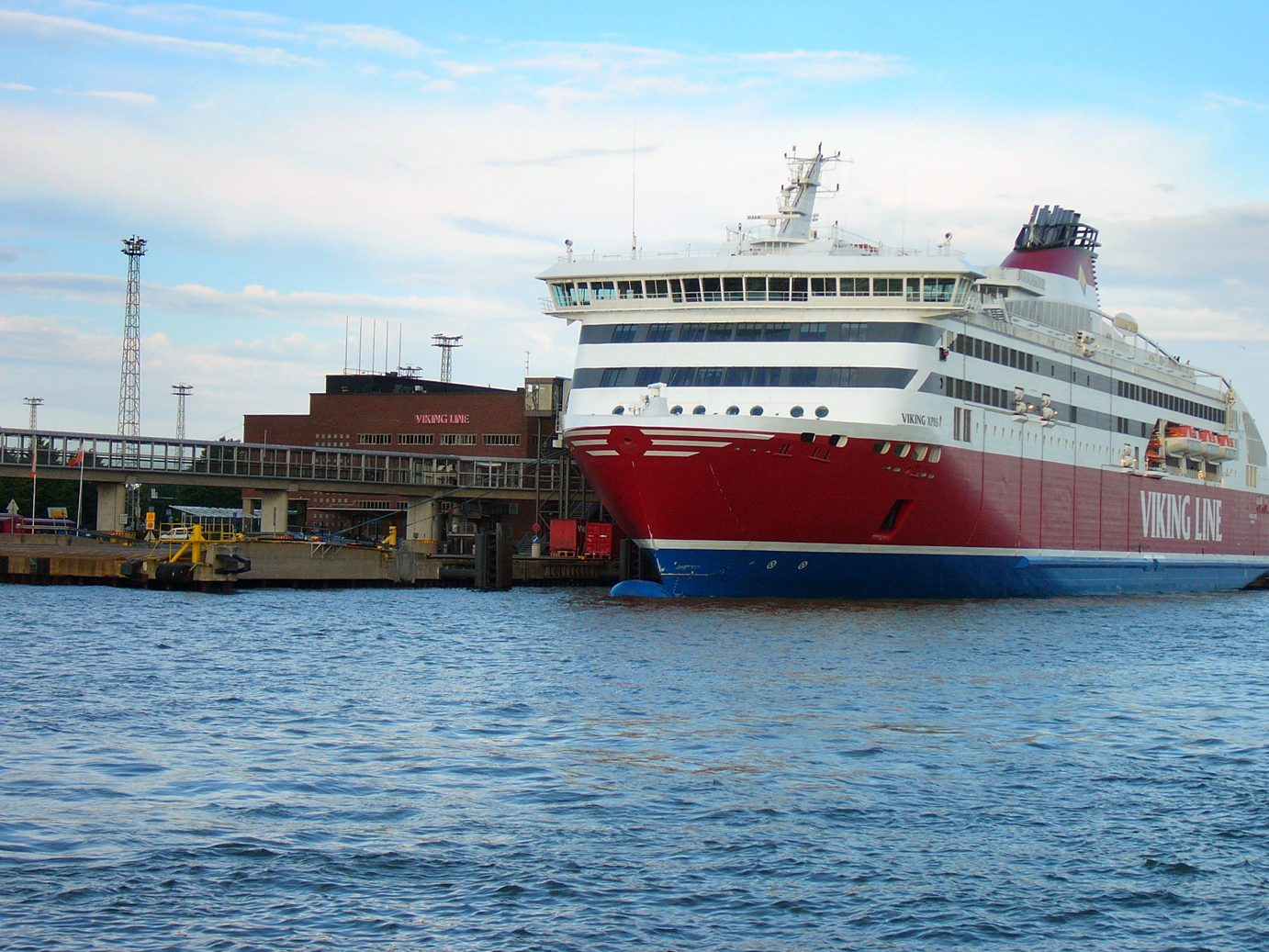
У терминала Katajanokka в Хельсинки
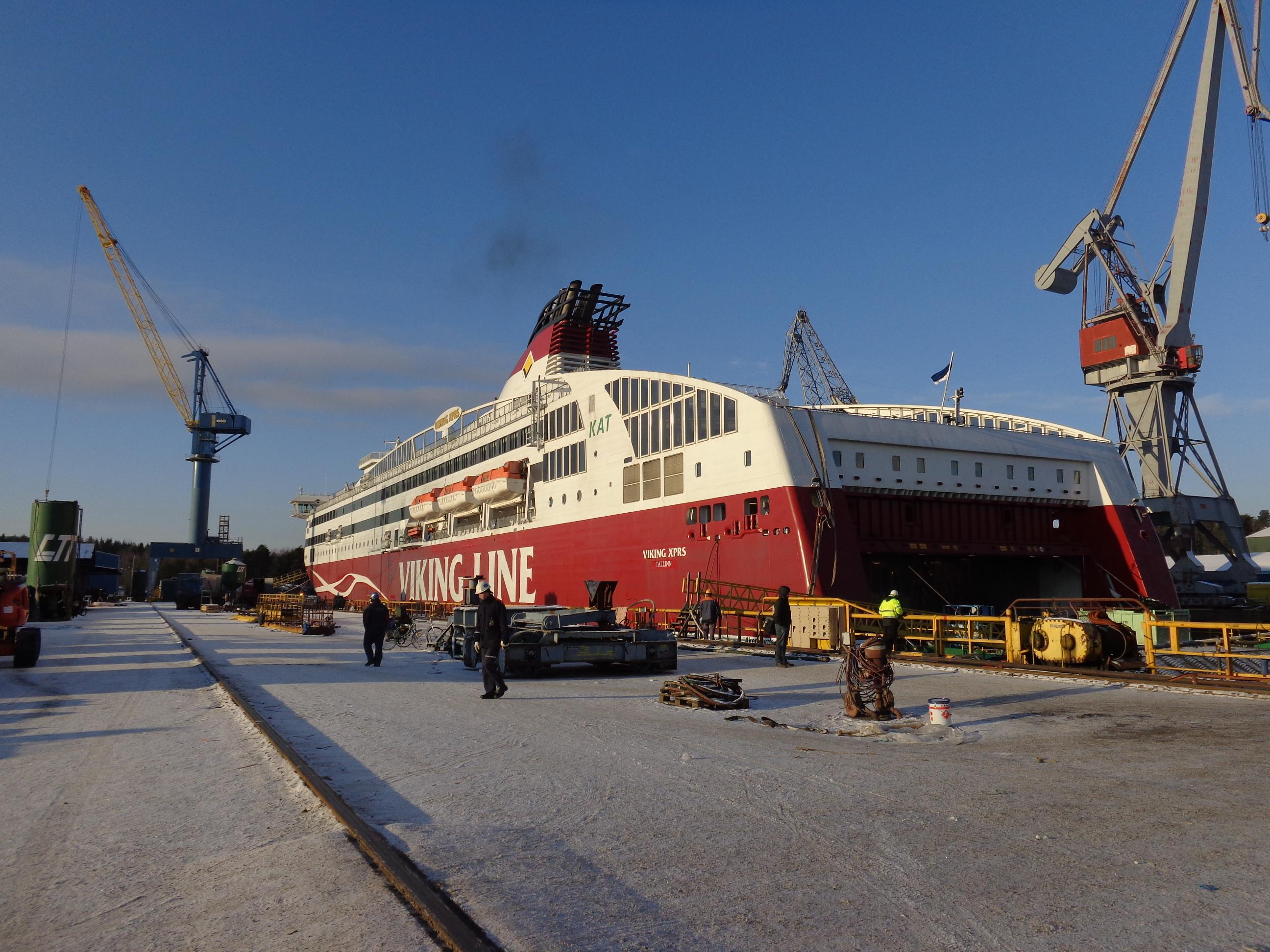
На ремонте в доке. Под эстонским флагом